# Philippe Lamberts
Philippe Lamberts, né le 14 mars 1963 à Bruxelles, est un ingénieur civil et homme politique belge, membre du parti écologiste Ecolo et ancien député européen.

## Carrière professionnelle
Philippe Lamberts est ingénieur civil en mathématiques appliquées diplômé de l'École polytechnique de Louvain.[réf. nécessaire]

## Parcours politique
De 1994 à 2006, Philippe Lamberts est conseiller communal d'Anderlecht. Entre 1999 et 2003, il est également conseiller pour les questions internationales et la sécurité d'Isabelle Durant, alors ministre fédérale des transports dans le premier gouvernement Verhofstadt.
De 1999 à 2002, il représente la Fédération des Partis verts européens, avant d'en devenir le porte-parole avec Ulrike Lunacek (2006-2009), puis Monica Frassoni (2009-2012).
Lors des élections européennes de 2009, il est élu au Parlement européen, où il siège au sein du groupe des Verts/Alliance libre européenne, dont il est le co-président depuis 2014. Il est réélu en 2014 et en 2019,.
En 2024, au terme de son troisième mandat de député européen, Philippe Lamberts devient conseiller à la transition vers une économie climatiquement neutre auprès de la Présidente de la Commission européenne Ursula von der Leyen. 

### Activité au Parlement européen
Philippe Lamberts a été membre de la commission ITRE (Industrie, recherche et énergie) et de la délégation UE-Chine et membre suppléant de la délégation pour les relations avec la république populaire de Chine de 2009 à 2014 et membre titulaire de la commission ECON (Affaires économiques et monétaires) de 2010 à 2024.
En 2013, il est à l'origine d'une proposition européenne visant à plafonner les rémunérations dans le secteur de la finance. Sa détermination sur ce sujet lui vaut d'être qualifié de député le plus « redouté » de la City par le Financial Times.
Le 17 avril 2018, il répond au nom de son groupe à la prise de parole du président français Emmanuel Macron devant le Parlement européen et lui offre symboliquement une corde d'escalade.
Le 11 septembre 2019, Il s'oppose au sujet du changement de nom du Commissariat de la migration rebaptisé en Commissariat à la Protection du mode de vie européen par la présidente de la Commission européenne, Ursula von der Leyen, accusant cette dernière de « reprendre la vision de l’extrême droite ».
À la suite de l’incident protocolaire du sofagate survenu à Ankara le 6 avril 2021 lors de la visite officielle d'Ursula von der Leyen et de Charles Michel au président de la Turquie Recep Tayyip Erdoğan, le quotidien français Le Monde relate son observation du fonctionnement des deux têtes de l'exécutif des institutions européennes : « On le subodorait depuis longtemps : il n’y a pas une chimie très favorable entre les équipes du président du Conseil et de la présidente de la Commission. Cet épisode l’a confirmé ».